# World Grand Prix 2020 (stagione 2020-2021)
Il World Grand Prix 2020 è stato l'ottavo evento professionistico della stagione 2020-2021 di snooker, il settimo Ranking, e la 7ª edizione di questo torneo, che si è disputato dal 14 al 20 dicembre 2020, presso la Marshall Arena di Milton Keynes, in Inghilterra.
Il torneo è stato vinto da Judd Trump, il quale ha battuto in finale Jack Lisowski per 10-7. L'inglese si è aggiudicato così il suo terzo World Grand Prix, il suo terzo torneo stagionale ed il suo 20º titolo Ranking in carriera.
Il campione in carica era Neil Robertson, il quale è stato eliminato ai sedicesimi di finale da Robert Milkins.

## Vigilia

### Aspetti tecnici
A seguito della pandemia di COVID-19, il World Snooker Tour si è visto costretto a cancellare e posticipare eventi nel calendario, affiancando questa competizione ad altri sei tornei che hanno preso il via — senza spettatori — in questo medesimo impianto, oltre che alla Championship League, competizione che è stata giocata nella sala da ballo dello Stadium MK, struttura posta dinanzi alla Marshall Arena. Il World Grand Prix è stato anticipato alla parte iniziale della stagione e sarà l'ultimo evento che si disputerà in questo impianto.
Il torneo è stato aperto ai primi 32 giocatori della classifica stagionale, che comprende tutti gli eventi a partire dalla Championship League 2020 allo Scottish Open 2020, esclusi i tornei non validi per il Ranking.
È stato confermato per intero il montepremi.

### Aspetti sportivi
Così come era accaduto per cinque delle sei precedenti edizioni questo evento permette ai giocatori di guadagnare punti validi per la classifica mondiale.
Il World Grand Prix assegnerà il primo trofeo stagionale della Coral Cup 2020-2021.
Il vincitore avrà il diritto di partecipare al Champion of Champions 2021.

## Partecipanti
| RS | Giocatore         | Punti  | Precedenti partecipazioni              |
| -- | ----------------- | ------ | -------------------------------------- |
| 1  | Judd Trump        | 270500 | 6 (2015, 2016, 2017, 2018, 2019, 2020) |
| 2  | Neil Robertson    | 246000 | 6 (2015, 2016, 2017, 2018, 2019, 2020) |
| 3  | Mark Selby        | 205500 | 6 (2015, 2016, 2017, 2018, 2019, 2020) |
| 4  | Kyren Wilson      | 92500  | 5 (2016, 2017, 2018, 2019, 2020)       |
| 5  | Ronnie O'Sullivan | 73500  | 6 (2015, 2016, 2017, 2018, 2019, 2020) |
| 6  | Zhou Yuelong      | 70000  | 2 (2017, 2020)                         |
| 7  | John Higgins      | 58500  | 6 (2015, 2016, 2017, 2018, 2019, 2020) |
| 8  | Lu Ning           | 52000  | 0                                      |
| 9  | Martin Gould      | 48500  | 4 (2015, 2016, 2017, 2018)             |
| 10 | Jamie Jones       | 45000  | 2 (2016, 2017)                         |
| 11 | Ding Junhui       | 45000  | 6 (2015, 2016, 2017, 2018, 2019, 2020) |
| 12 | Barry Hawkins     | 45000  | 5 (2015, 2016, 2017, 2019, 2020)       |
| 13 | David Grace       | 41000  | 1 (2016)                               |
| 14 | Joe Perry         | 38500  | 6 (2015, 2016, 2017, 2018, 2019, 2020) |
| 15 | Shaun Murphy      | 37000  | 6 (2015, 2016, 2017, 2018, 2019, 2020) |
| 16 | Li Hang           | 36000  | 2 (2018, 2020)                         |
| 17 | Stuart Bingham    | 35500  | 6 (2015, 2016, 2017, 2018, 2019, 2020) |
| 18 | Jack Lisowski     | 34500  | 3 (2018, 2019, 2020)                   |
| 19 | Anthony McGill    | 33500  | 3 (2015, 2017, 2018)                   |
| 20 | Yan Bingtao       | 32500  | 4 (2017, 2018, 2019, 2020)             |
| 21 | Ricky Walden      | 31000  | 3 (2015, 2017, 2018)                   |
| 22 | Jak Jones         | 31000  | 0                                      |
| 23 | Zhao Xintong      | 31000  | 2 (2019, 2020)                         |
| 24 | Mark Allen        | 29000  | 6 (2015, 2016, 2017, 2018, 2019, 2020) |
| 25 | Robbie Williams   | 29000  | 0                                      |
| 26 | Xiao Guodong      | 28000  | 4 (2015, 2018, 2019, 2020)             |
| 27 | Hossein Vafaei    | 27500  | 0                                      |
| 28 | Ali Carter        | 27000  | 5 (2016, 2017, 2018, 2019, 2020)       |
| 29 | Kurt Maflin       | 27000  | 1 (2020)                               |
| 30 | Liang Wenbó       | 26000  | 4 (2015, 2016, 2017, 2020)             |
| 31 | Robert Milkins    | 26000  | 2 (2015, 2018)                         |
| 32 | Michael Holt      | 26000  | 4 (2015, 2016, 2017, 2020)             |

Nota bene: nella sezione "precedenti partecipazioni", le date in grassetto indicano che il giocatore ha vinto quella edizione del torneo.

## Montepremi
- Vincitore: £100000
- Finalista: £40000
- Semifinalisti: £20000
- Quarti di finale: £12500
- Ottavi di finale: £7500
- Sedicesimi di finale: £5000 (vincita non valida per il Ranking)

## Fase a eliminazione diretta
| Sedicesimi di finale Al meglio dei 7 frames | Sedicesimi di finale Al meglio dei 7 frames | Sedicesimi di finale Al meglio dei 7 frames |  |    | Ottavi di finale Al meglio dei 7 frames | Ottavi di finale Al meglio dei 7 frames | Ottavi di finale Al meglio dei 7 frames |  |  | Quarti di finale Al meglio dei 9 frames | Quarti di finale Al meglio dei 9 frames | Quarti di finale Al meglio dei 9 frames |  |  | Semifinali Al meglio degli 11 frames | Semifinali Al meglio degli 11 frames | Semifinali Al meglio degli 11 frames |  |  | Finale Al meglio dei 19 frames | Finale Al meglio dei 19 frames | Finale Al meglio dei 19 frames |
|                                             |                                             |                                             |  |    |                                         |                                         |                                         |  |  |                                         |                                         |                                         |  |  |                                      |                                      |                                      |  |  |                                |                                |                                |
| 1                                           | Judd Trump                                  | 4                                           |  |    |                                         |                                         |                                         |  |  |                                         |                                         |                                         |  |  |                                      |                                      |                                      |  |  |                                |                                |                                |
| 32                                          | Michael Holt                                | 3                                           |  |    | 1                                       | Judd Trump                              | 4                                       |  |  |                                         |                                         |                                         |  |  |                                      |                                      |                                      |  |  |                                |                                |                                |
| 16                                          | Li Hang                                     | 2                                           |  | 17 | Stuart Bingham                          | 3                                       |                                         |  |  |                                         |                                         |                                         |  |  |                                      |                                      |                                      |  |  |                                |                                |                                |
| 17                                          | Stuart Bingham                              | 4                                           |  |    |                                         |                                         |                                         |  |  | 1                                       | Judd Trump                              | 5                                       |  |  |                                      |                                      |                                      |  |  |                                |                                |                                |
| 9                                           | Martin Gould                                | 4                                           |  |    |                                         |                                         |                                         |  |  | 9                                       | Martin Gould                            | 2                                       |  |  |                                      |                                      |                                      |  |  |                                |                                |                                |
| 24                                          | Mark Allen                                  | 3                                           |  |    | 9                                       | Martin Gould                            | 4                                       |  |  |                                         |                                         |                                         |  |  |                                      |                                      |                                      |  |  |                                |                                |                                |
| 8                                           | Lu Ning                                     | 4                                           |  | 8  | Lu Ning                                 | 1                                       |                                         |  |  |                                         |                                         |                                         |  |  |                                      |                                      |                                      |  |  |                                |                                |                                |
| 25                                          | Robbie Williams                             | 3                                           |  |    |                                         |                                         |                                         |  |  |                                         |                                         |                                         |  |  | 1                                    | Judd Trump                           | 6                                    |  |  |                                |                                |                                |
| 5                                           | Ronnie O'Sullivan                           | 4                                           |  |    |                                         |                                         |                                         |  |  |                                         |                                         |                                         |  |  | 5                                    | Ronnie O'Sullivan                    | 1                                    |  |  |                                |                                |                                |
| 28                                          | Ali Carter                                  | 1                                           |  |    | 5                                       | Ronnie O'Sullivan                       | 4                                       |  |  |                                         |                                         |                                         |  |  |                                      |                                      |                                      |  |  |                                |                                |                                |
| 12                                          | Barry Hawkins                               | 4                                           |  | 12 | Barry Hawkins                           | 1                                       |                                         |  |  |                                         |                                         |                                         |  |  |                                      |                                      |                                      |  |  |                                |                                |                                |
| 21                                          | Ricky Walden                                | 1                                           |  |    |                                         |                                         |                                         |  |  | 5                                       | Ronnie O'Sullivan                       | 5                                       |  |  |                                      |                                      |                                      |  |  |                                |                                |                                |
| 13                                          | David Grace                                 | 3                                           |  |    |                                         |                                         |                                         |  |  | 4                                       | Kyren Wilson                            | 3                                       |  |  |                                      |                                      |                                      |  |  |                                |                                |                                |
| 20                                          | Yan Bingtao                                 | 4                                           |  |    | 20                                      | Yan Bingtao                             | 1                                       |  |  |                                         |                                         |                                         |  |  |                                      |                                      |                                      |  |  |                                |                                |                                |
| 4                                           | Kyren Wilson                                | 4                                           |  | 4  | Kyren Wilson                            | 4                                       |                                         |  |  |                                         |                                         |                                         |  |  |                                      |                                      |                                      |  |  |                                |                                |                                |
| 29                                          | Kurt Maflin                                 | 2                                           |  |    |                                         |                                         |                                         |  |  |                                         |                                         |                                         |  |  |                                      |                                      |                                      |  |  | 1                              | Judd Trump                     | 10                             |
| 3                                           | Mark Selby                                  | 4                                           |  |    |                                         |                                         |                                         |  |  |                                         |                                         |                                         |  |  |                                      |                                      |                                      |  |  | 18                             | Jack Lisowski                  | 7                              |
| 30                                          | Liang Wenbó                                 | 3                                           |  |    | 3                                       | Mark Selby                              | 4                                       |  |  |                                         |                                         |                                         |  |  |                                      |                                      |                                      |  |  |                                |                                |                                |
| 14                                          | Joe Perry                                   | 2                                           |  | 19 | Anthony McGill                          | 2                                       |                                         |  |  |                                         |                                         |                                         |  |  |                                      |                                      |                                      |  |  |                                |                                |                                |
| 19                                          | Anthony McGill                              | 4                                           |  |    |                                         |                                         |                                         |  |  | 3                                       | Mark Selby                              | 5                                       |  |  |                                      |                                      |                                      |  |  |                                |                                |                                |
| 11                                          | Ding Junhui                                 | 4                                           |  |    |                                         |                                         |                                         |  |  | 27                                      | Hossein Vafaei                          | 3                                       |  |  |                                      |                                      |                                      |  |  |                                |                                |                                |
| 22                                          | Jak Jones                                   | 0                                           |  |    | 11                                      | Ding Junhui                             | 1                                       |  |  |                                         |                                         |                                         |  |  |                                      |                                      |                                      |  |  |                                |                                |                                |
| 6                                           | Zhou Yuelong                                | 3                                           |  | 27 | Hossein Vafaei                          | 4                                       |                                         |  |  |                                         |                                         |                                         |  |  |                                      |                                      |                                      |  |  |                                |                                |                                |
| 27                                          | Hossein Vafaei                              | 4                                           |  |    |                                         |                                         |                                         |  |  |                                         |                                         |                                         |  |  | 3                                    | Mark Selby                           | 4                                    |  |  |                                |                                |                                |
| 7                                           | John Higgins                                | 4                                           |  |    |                                         |                                         |                                         |  |  |                                         |                                         |                                         |  |  | 18                                   | Jack Lisowski                        | 6                                    |  |  |                                |                                |                                |
| 26                                          | Xiao Guodong                                | 2                                           |  |    | 7                                       | John Higgins                            | 3                                       |  |  |                                         |                                         |                                         |  |  |                                      |                                      |                                      |  |  |                                |                                |                                |
| 10                                          | Jamie Jones                                 | 2                                           |  | 23 | Zhao Xintong                            | 4                                       |                                         |  |  |                                         |                                         |                                         |  |  |                                      |                                      |                                      |  |  |                                |                                |                                |
| 23                                          | Zhao Xintong                                | 4                                           |  |    |                                         |                                         |                                         |  |  | 23                                      | Zhao Xintong                            | 3                                       |  |  |                                      |                                      |                                      |  |  |                                |                                |                                |
| 15                                          | Shaun Murphy                                | 2                                           |  |    |                                         |                                         |                                         |  |  | 18                                      | Jack Lisowski                           | 5                                       |  |  |                                      |                                      |                                      |  |  |                                |                                |                                |
| 18                                          | Jack Lisowski                               | 4                                           |  |    | 18                                      | Jack Lisowski                           | 4                                       |  |  |                                         |                                         |                                         |  |  |                                      |                                      |                                      |  |  |                                |                                |                                |
| 2                                           | Neil Robertson                              | 2                                           |  | 31 | Robert Milkins                          | 0                                       |                                         |  |  |                                         |                                         |                                         |  |  |                                      |                                      |                                      |  |  |                                |                                |                                |
| 31                                          | Robert Milkins                              | 4                                           |  |    |                                         |                                         |                                         |  |  |                                         |                                         |                                         |  |  |                                      |                                      |                                      |  |  |                                |                                |                                |

| Finale (Al meglio dei 19 frames) Marshall Arena, Milton Keynes, 20 dicembre 2020. Arbitro: Brendan Moore | |                                      |
| Judd Trump (1)                                                                                           | 10–7 | Jack Lisowski (18)                   |
| Miglior break: 122 Century breaks: 1                                                                     | Prima sessione: 75–4, 44–72, 95–42, 122–0, 82–25, 93–1, 4–77, 67–40 Seconda sessione: 67–53, 1–104, 8–116, 0–87, 0–95, 62–53, 0–78, 104–0, 72–61 | Miglior break: 112 Century breaks: 1 |
| Judd Trump vince il Matchroom World Grand Prix 2020                                                      | |                                      |

### Century breaks
Durante il corso del torneo sono stati realizzati 36 century breaks.
| N° | Giocatore         | Century breaks | Miglior break |
| -- | ----------------- | -------------- | ------------- |
| 1  | Judd Trump        | 7              | 142           |
| 2  | Jack Lisowski     | 5              | 130           |
| 3  | Mark Selby        | 4              | 143           |
| 4  | Zhao Xintong      | 2              | 137           |
| =  | Anthony McGill    | 2              | 128           |
| =  | Ronnie O'Sullivan | 2              | 108           |
| 5  | Mark Allen        | 1              | 142           |
| =  | Kyren Wilson      | 1              | 139           |
| =  | Ding Junhui       | 1              | 137           |
| =  | Lu Ning           | 1              | 137           |
| =  | Michael Holt      | 1              | 136           |
| =  | Hossein Vafaei    | 1              | 134           |
| =  | Stuart Bingham    | 1              | 132           |
| =  | Xiao Guodong      | 1              | 128           |
| =  | Martin Gould      | 1              | 117           |
| =  | Robert Milkins    | 1              | 116           |
| =  | John Higgins      | 1              | 114           |
| =  | Barry Hawkins     | 1              | 112           |
| =  | Ali Carter        | 1              | 112           |
| =  | Robbie Williams   | 1              | 100           |